# Kazimierz Szosland

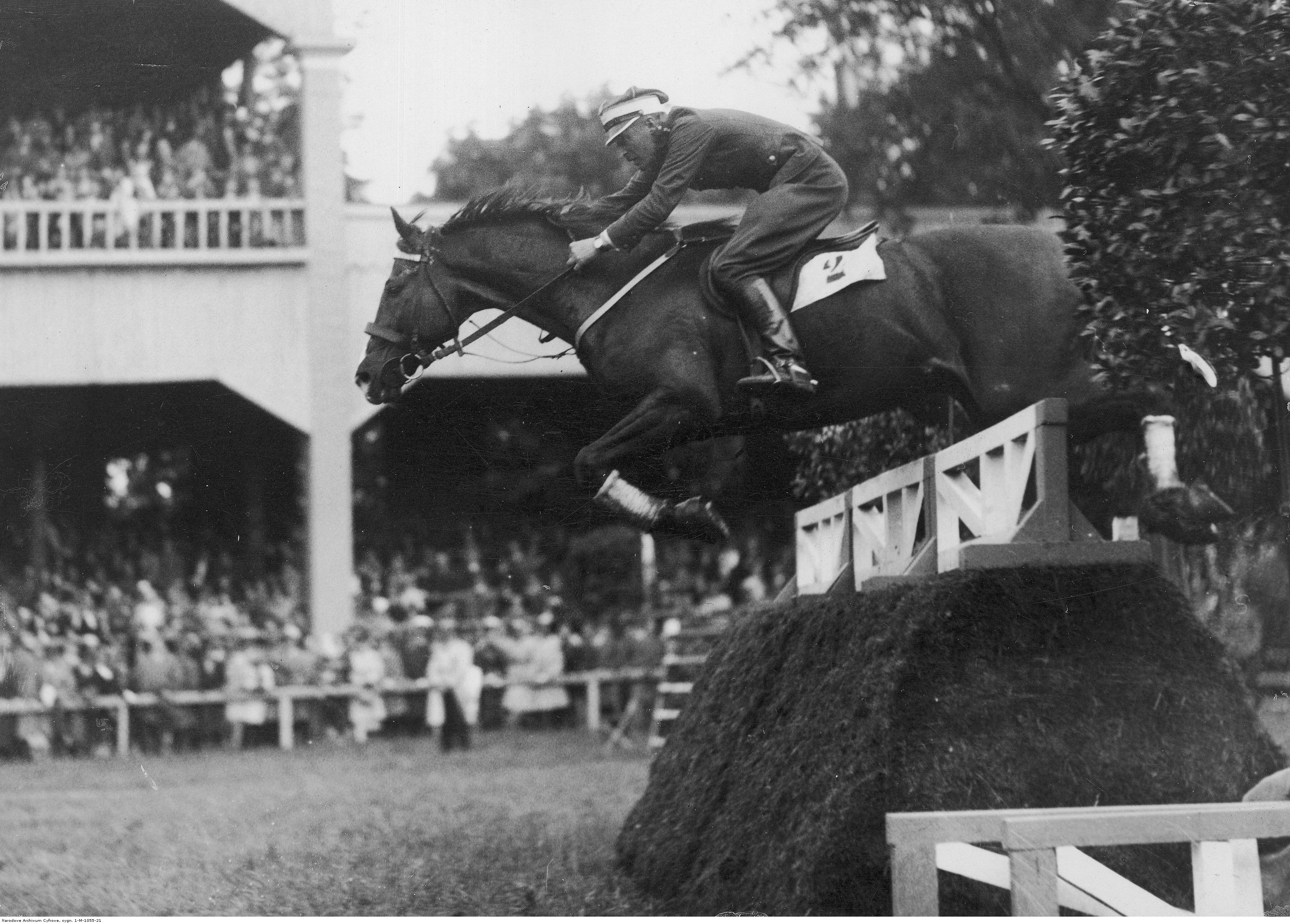
Kazimierz Szosland w 1933 roku

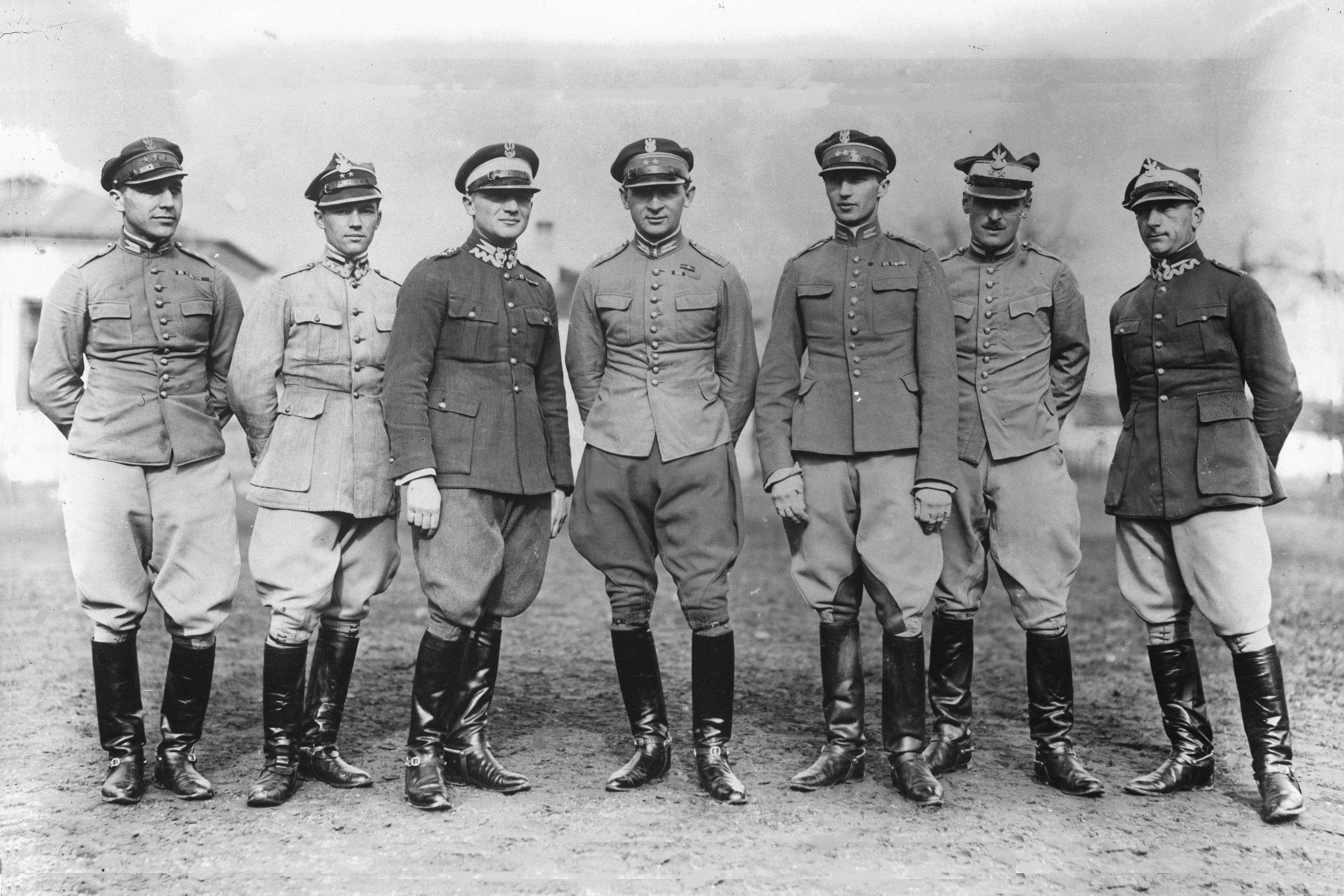
Kazimierz Szosland (drugi z prawej) w towarzystwie pozostałych członków polskiej kadry jeździeckiej

Kazimierz Szosland (ur. 21 stycznia 1891 w Grzymaczewiu, zm. 20 kwietnia 1944) – major administracji (kawalerii) Wojska Polskiego, srebrny medalista olimpijski w jeździectwie w konkurencji drużynowych skoków przez przeszkody.

## Życiorys
Urodził się w rodzinie Stanisława i Kazimiery z Białobrzeskich, właścicielki części dóbr Grzymaczew i Włocin w gminie Błaszki w Kaliskiem. W 1902 rodzina Szoslandów przeniosła się do Kalisza, gdzie w latach 1905–1911 Kazimierz był uczniem Szkoły Handlowej w Kaliszu. Po uzyskaniu świadectwa dojrzałości podjął studia na Wydziale Budowy Maszyn Politechniki Lwowskiej, które musiał przerwać z powodu wybuchu I wojny światowej. Od 14 stycznia 1915 do wybuchu rewolucji październikowej służył w kawalerii armii Imperium Rosyjskiego.
18 listopada 1918 zgłosił się ochotniczo do służby w Wojska Polskiego i został przydzielony do 2 pułku Ułanów Grochowskich im. gen. J. Dwernickiego. W szeregach walczył na wojnie polsko-ukraińskiej i polsko-bolszewickiej. W latach 30. XX wieku pełnił służbę w Centrum Wyszkolenia Kawalerii w Grudziądzu na stanowisku kierownika Grupy Sportu Konnego, pozostając w barwach 2 pułku ułanów. Na stopień majora został mianowany ze starszeństwem z 19 marca 1939 i 33. lokatą w korpusie oficerów administracji, grupa administracyjna.
Dwukrotnie startował w igrzyskach olimpijskich – w Paryżu (1924) i w Amsterdamie (1928). Był rekordzistą pod względem startów w konkursach o Puchar Narodów (23 starty), odniósł 9 zwycięstw: Nicea (1925, 1928), Nowy Jork (1926), Warszawa (1927, 1931, 1933), Ryga (1931, 1932), Spa (1935).
Zginął 20 kwietnia 1944 w lasach pod Grodziskiem Mazowieckim w nie do końca wyjaśnionych okolicznościach.

## Awanse
- porucznik – zweryfikowany ze starszeństwem z dniem 1 września 1920
- rotmistrz – ze starszeństwem z dniem 1 stycznia 1931

## Ordery i odznaczenia
- Krzyż Walecznych (dwukrotnie)[3][5]
- Złoty Krzyż Zasługi
- Srebrny Krzyż Zasługi (dwukrotnie[3]: 4 marca 1925[6], 17 stycznia 1928[7][8])